# تيدفرد (كورنوال)
تيدفرد (بالإنجليزية: Tideford)‏ هي قرية تقع في المملكة المتحدة في كورنوال. يقدر عدد سكانها بـ 325 نسمة .